# Монако, Кара
Ка́ра Мона́ко (англ. Kara Monaco; род. 26 февраля 1983, Лейкленд, Флорида, США) — американская актриса, фотомодель и гимнастка. Была Playmate месяца и года мужского журнала «Playboy» в июне 2005 года и в 2006 году, соответственно.

## Фильмография
| Год  |    | Русское название             | Оригинальное название | Роль         |
| ---- | -- | ---------------------------- | --------------------- | ------------ |
| 2006 | тф | Боковые вкладыши             | Sideliners            | чирлидерша   |
| 2007 | с  | Джимми Киммел в прямом эфире | Jimmy Kimmel Live!    | Мисс Америка |
| 2007 | в  | Зависть                      | Envy                  | Вэла         |
| 2007 | с  | Страсти                      | Passions              | Мишель       |